# Kazachstán na zimních olympijských hrách
Kazachstán na zimních olympijských hrách startuje od roku 1994. Toto je přehled účastí, medailového zisku a vlajkonošů na dané sportovní události.

## Účast na Zimních olympijských hrách
| Dějiště ZOH            | ZOH      | Vlajkonoš                          | Zlatá medaile | Stříbrná medaile | Bronzová medaile | Celkem |
| ---------------------- | -------- | ---------------------------------- | ------------- | ---------------- | ---------------- | ------ |
| 1994 Lillehammer       | ZOH 1994 | Kayrat Biekenov                    | 1             | 2                |                  | 3      |
| 1998 Nagano            | ZOH 1998 | Vladimir Smirnov                   |               |                  | 2                | 2      |
| 2002 Salt Lake City    | ZOH 2002 | Radik Bikchentayev                 |               |                  |                  | 0      |
| 2006 Turín             | ZOH 2006 | Aleksandr Koreshkov                |               |                  |                  | 0      |
| 2010 Vancouver         | ZOH 2010 | Dias Kenešov                       |               | 1                |                  | 1      |
| 2014 Soči              | ZOH 2014 | Yerdos Akhmadiyev                  |               |                  | 1                | 1      |
| 2018 Pchjongčchang     | ZOH 2018 | Abzal Azhgaliyev                   |               |                  | 1                | 0      |
| 2022 Peking            | ZOH 2022 | Yekaterina Aidova Abzal Azhgaliyev |               |                  |                  | 0      |
| 2026 Milán             | ZOH 2026 |                                    |               |                  |                  |        |
| Celkem                 | 8        |                                    | 1             | 3                | 4                | 8      |
| Zdroj na Olympedia.org |          |                                    |               |                  |                  |        |